# 人生短し…
『人生短し…』（じんせいみじかし、原題: Life's Too Short）は、2011年からイギリスのBBCで放送されているコメディドラマ。
リッキー・ジャーヴェイスとスティーヴン・マーチャントのコンビによる「The Office」「エキストラ:スターに近づけ!」に続く作品である。有名な小人症の俳優ワーウィック・デイヴィスの「小人症俳優としての人生」をモキュメンタリー式に描く。ジャーヴェイス、マーチャントも本人役で出演している。このドラマは、デイヴィスが「エキストラ:スターに近づけ!」の第2シーズンに出演したのがきっかけで構想された。
「エキストラ:スターに近づけ!」同様に、毎回ゲストに実在の有名スターが本人役で出演している。また「エキストラ:スターに近づけ!」同様にBBCとHBOによる共同制作であり、アメリカでの放送はHBOが行っている。
第1シーズン
- イギリス　2011年11月10日～BBC Twoにて放送
- アメリカ　2012年2月19日～HBOにて放送
- 日本　2013年1月12日～WOWOWプライム「コメディバザール」内にて放送

## キャスト
- ワーウィック・デイヴィス - 本人役
- リッキー・ジャーヴェィス - 本人役
- スティーヴン・マーチャント - 本人役
- スティーブ・ブロディ - エリック
- ロザムンド・ハンソン - シェリル
- チョ・エンライト - スー
- ショーン・ウィリアムソン - 本人役

## ゲスト
第1シーズン
- エピソード1 リーアム・ニーソン
- エピソード2 ジョニー・デップ
- エピソード3 ヘレナ・ボナム＝カーター
- エピソード4 ライト・セッド・フレッド、スティーヴ・カレル、レ・デニス
- エピソード5 ラミン・カリムルー、レ·デニス、キース・チェグウィン
- エピソード6 キャット・ディーリー、レ·デニス、キース・チェグウィン、イーウェン・マッキントッシュ
- エピソード7 スティング、ソフィー・エリスベクスター

スペシャル(2013)
- ヴァル・キルマー

## スタッフ
- リッキー・ジャーヴェィス - 脚本
- スティーヴン・マーチャント - 脚本
- リッキー・ジャーヴェィス - 監督
- スティーヴン・マーチャント - 監督
- チャーリー・ハンソン - プロデューサー
- マーク・フリーランド - エグゼクティブ・プロデューサー
- リッキー・ジャーヴェィス - エグゼクティブ・プロデューサー
- スティーヴン・マーチャント - エグゼクティブ・プロデューサー

## エピソード

### 第1シーズン
第1話：リーアム・ニーソンとコメディについて考える
第2話：ジョニー・デップのお手本になる
第3話：ヘレナ・ボナム＝カーターと共演する
第4話：スティーヴ・カレルとスカイプする
第5話：ワーウィック 魂を清める
第6話：キャット・ディーリーとパーティーに参加する
第7話：スティングとチャリティー活動をする

### スペシャル(2013)
ヴァル・キルマーとウィローの続篇を構想